# Gambrus carnifex
Gambrus carnifex là một loài tò vò trong họ Ichneumonidae.